# Château de la Sauvagère
 (avril 2021).
La mise en forme du texte ne suit pas les recommandations de Wikipédia : il faut le « wikifier ».
Les points d'amélioration suivants sont les cas les plus fréquents. Le détail des points à revoir est peut-être précisé sur la page de discussion.
- Les titres sont pré-formatés par le logiciel. Ils ne sont ni en capitales, ni en gras.
- Le texte ne doit pas être écrit en capitales (les noms de famille non plus), ni en gras, ni en italique, ni en « petit »…
- Le gras n'est utilisé que pour surligner le titre de l'article dans l'introduction, une seule fois.
- L'italique est rarement utilisé : mots en langue étrangère, titres d'œuvres, noms de bateaux, etc.
- Les citations ne sont pas en italique mais en corps de texte normal. Elles sont entourées par des guillemets français : « et ».
- Les listes à puces sont à éviter, des paragraphes rédigés étant largement préférés. Les tableaux sont à réserver à la présentation de données structurées (résultats, etc.).
- Les appels de note de bas de page (petits chiffres en exposant, introduits par l'outil «  Source ») sont à placer entre la fin de phrase et le point final[comme ça].
- Les liens internes (vers d'autres articles de Wikipédia) sont à choisir avec parcimonie. Créez des liens vers des articles approfondissant le sujet. Les termes génériques sans rapport avec le sujet sont à éviter, ainsi que les répétitions de liens vers un même terme.
- Les liens externes sont à placer uniquement dans une section « Liens externes », à la fin de l'article. Ces liens sont à choisir avec parcimonie suivant les règles définies. Si un lien sert de source à l'article, son insertion dans le texte est à faire par les notes de bas de page.
- La présentation des références doit suivre les conventions bibliographiques. Il est recommandé d'utiliser les modèles {{Ouvrage}}, {{Chapitre}}, {{Article}}, {{Lien web}} et/ou {{Bibliographie}}. Le mode d'édition visuel peut mettre en forme automatiquement les références.
- Insérer une infobox (cadre d'informations à droite) n'est pas obligatoire pour parachever la mise en page.

Pour une aide détaillée, merci de consulter Aide:Wikification.
Si vous pensez que ces points ont été résolus, vous pouvez retirer ce bandeau et améliorer la mise en forme d'un autre article.
 (avril 2021).
Si vous disposez d'ouvrages ou d'articles de référence ou si vous connaissez des sites web de qualité traitant du thème abordé ici, merci de compléter l'article en donnant les références utiles à sa vérifiabilité et en les liant à la section « Notes et références ».

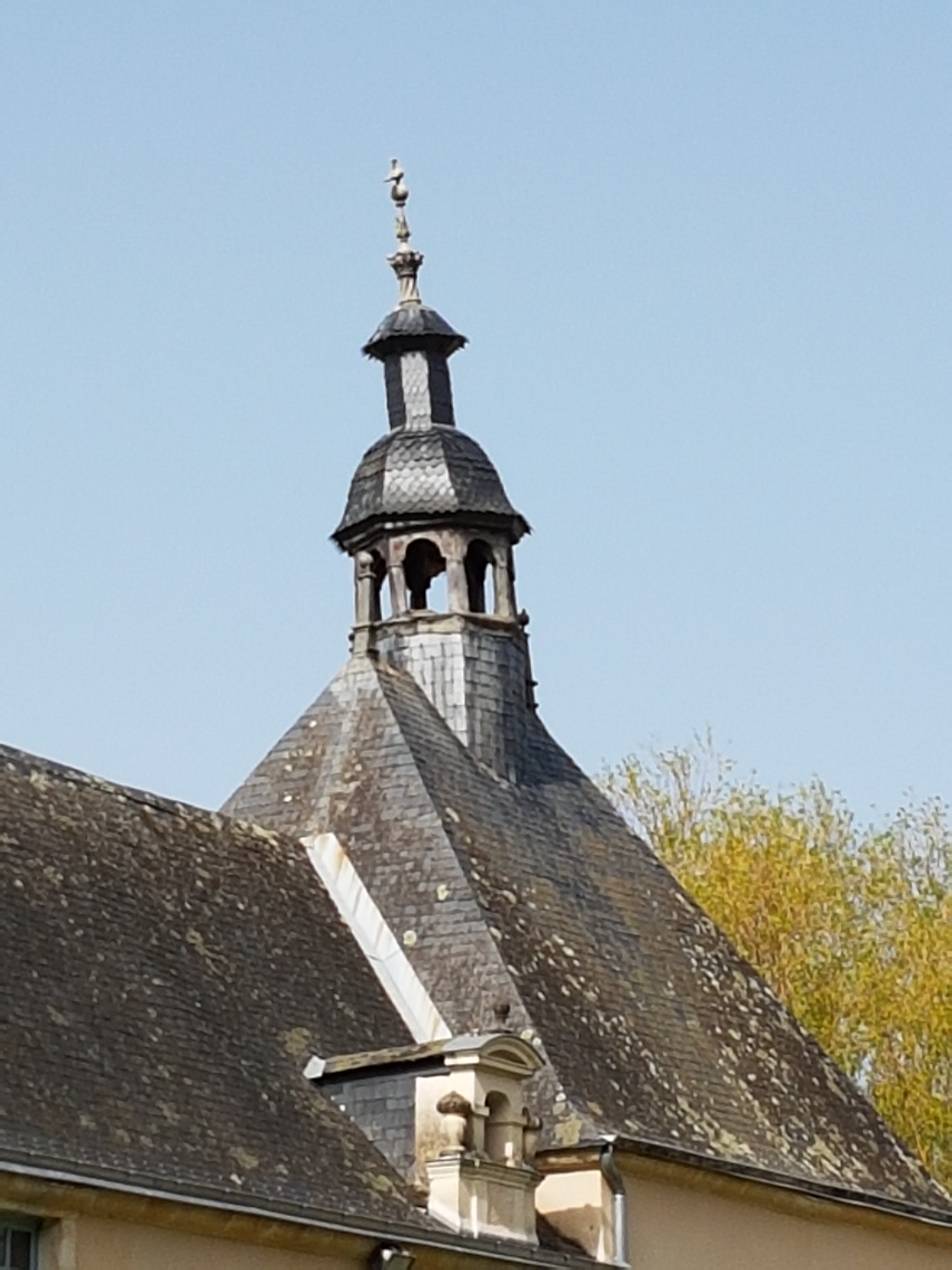
Clocheton surmonté d'une merlette, élément des armoiries de la famille Le Vayer de Kerandantec (trois merlettes sur fond d'or) que l'on retrouve également au plafond de la chapelle associé aux armoiries de la famille Le Vayer du Maine. Cette famille a laissé également une trace (presque effacée) de ses armoiries (une croix) sur le linteau en pierre de la fenêtre de la chambre principale du logis.

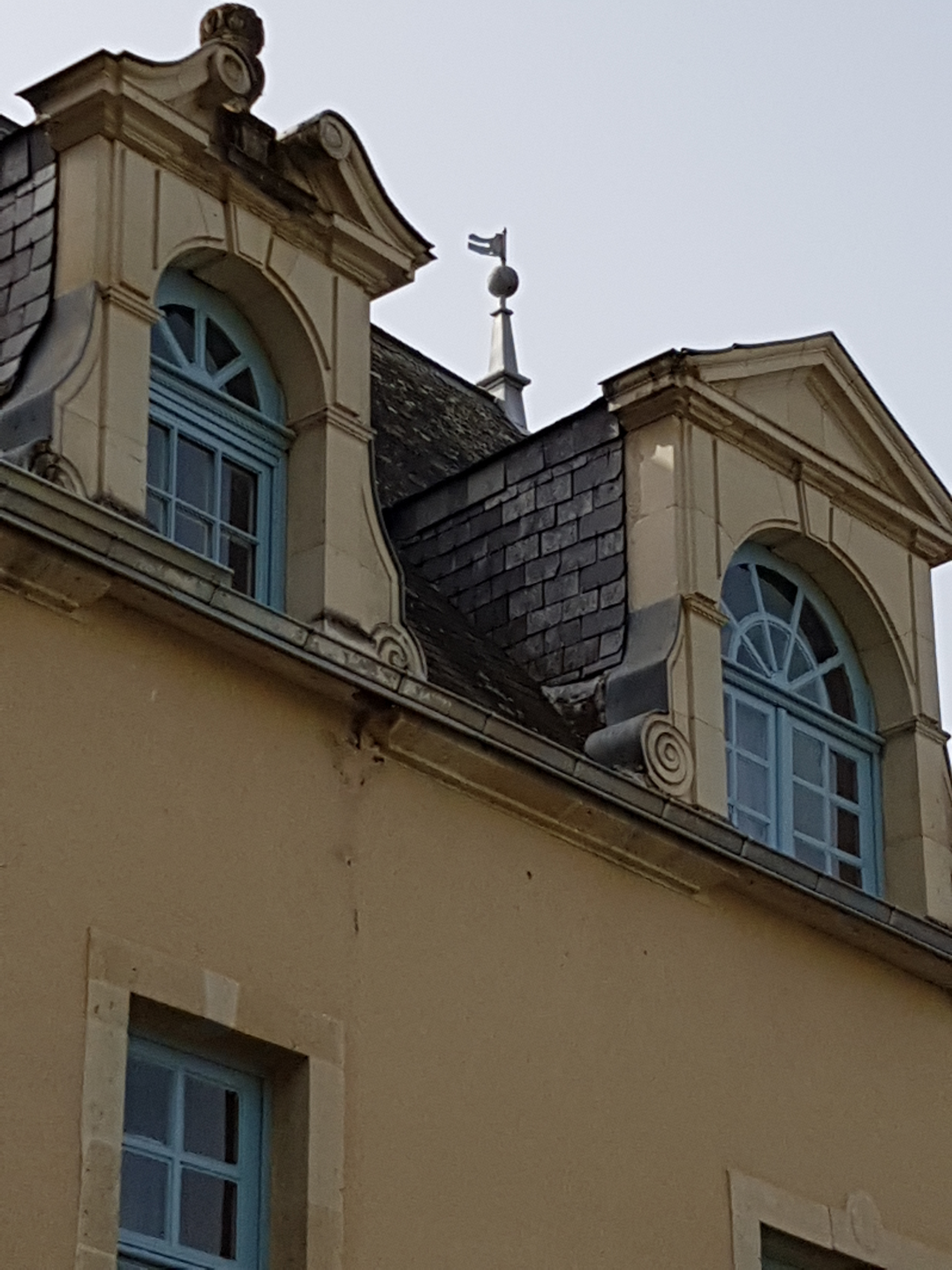

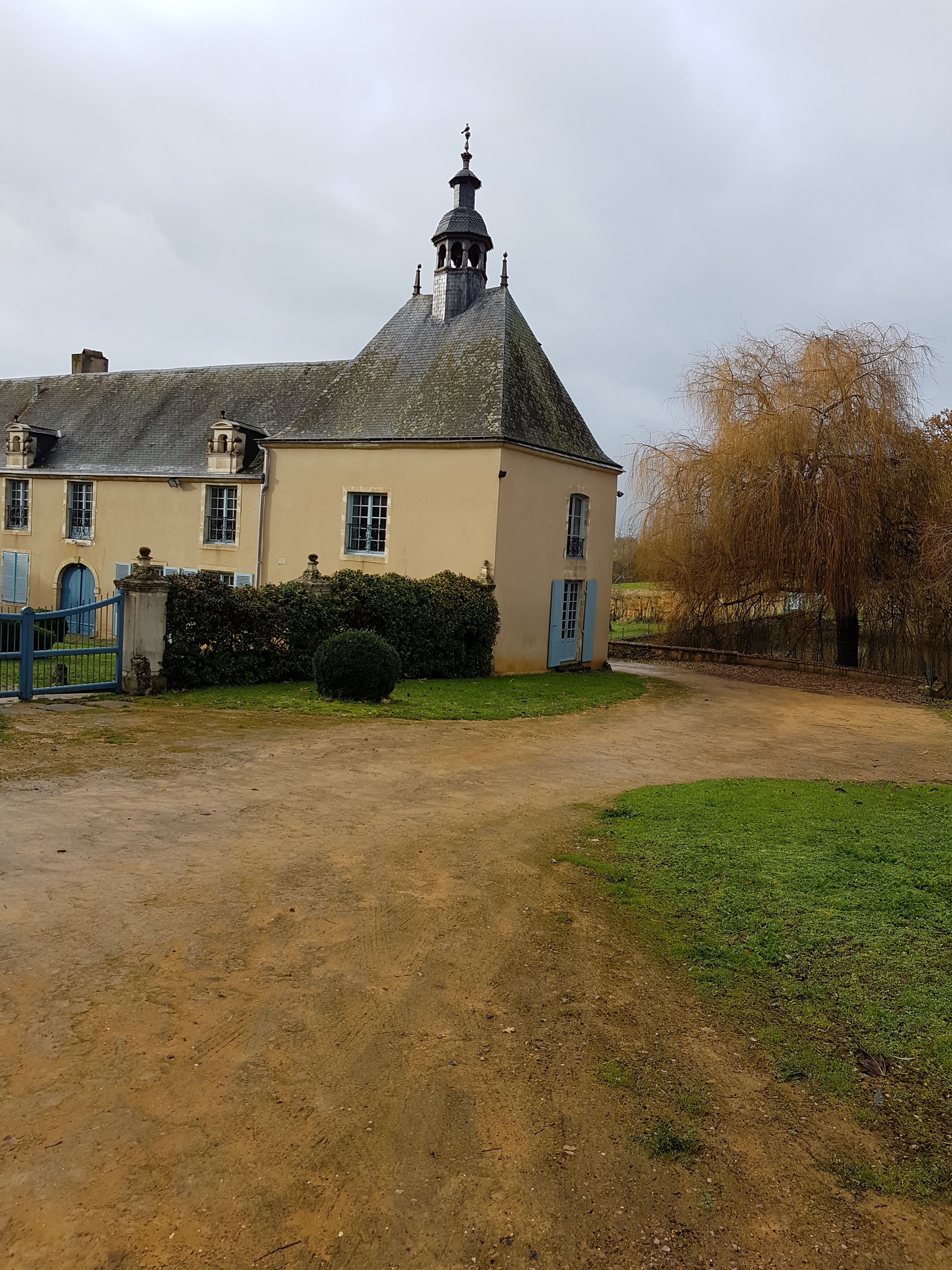

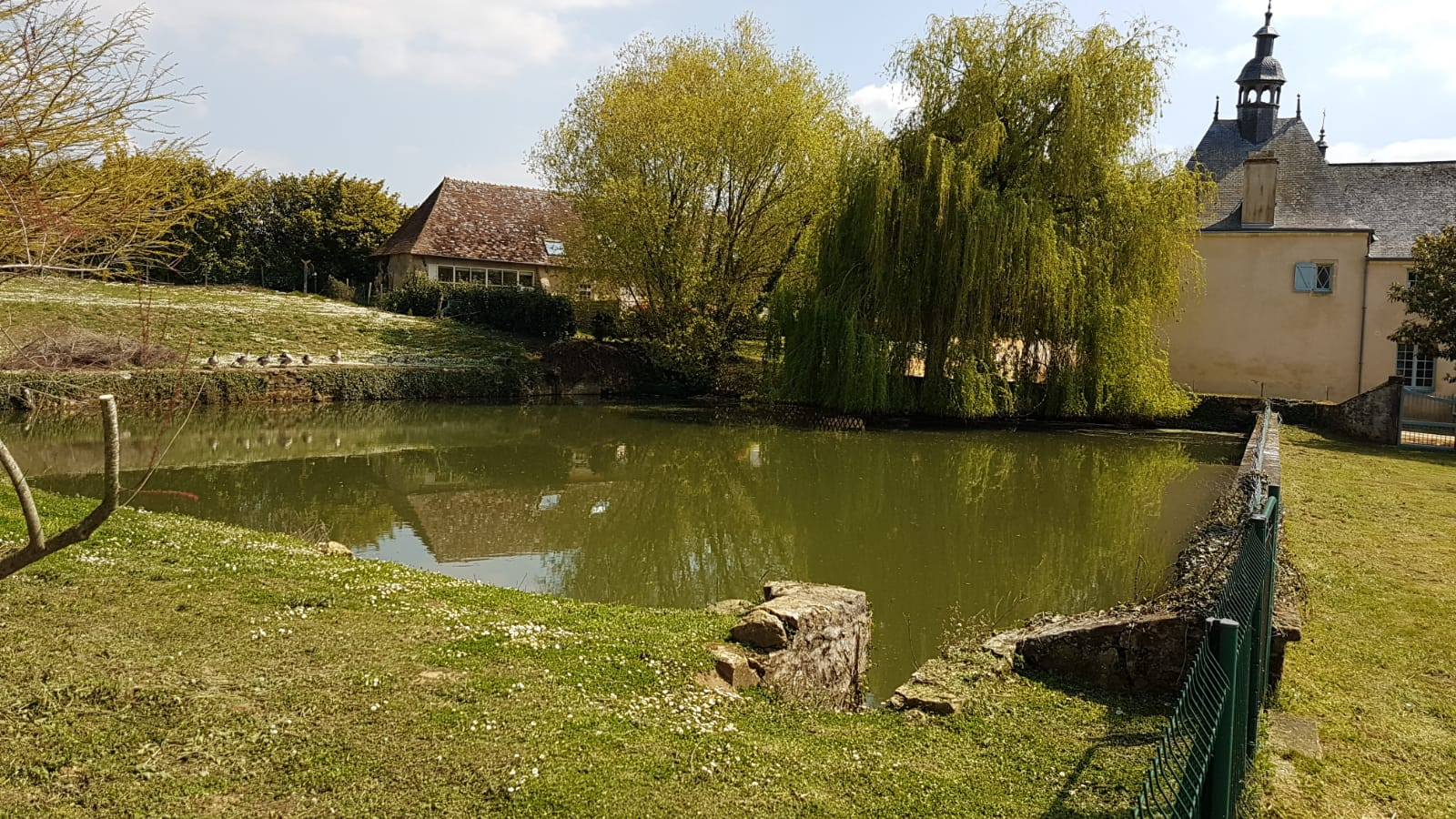

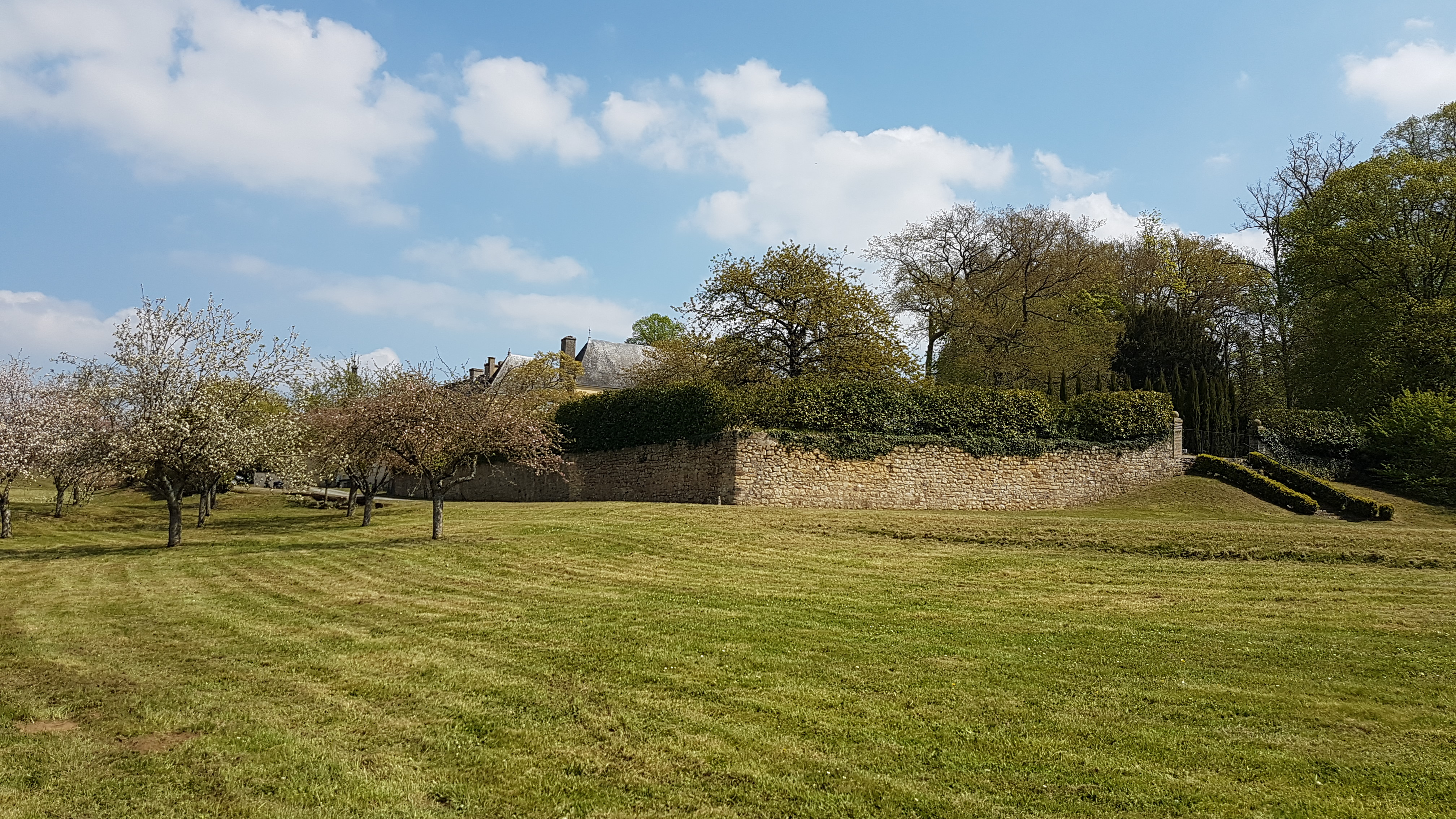

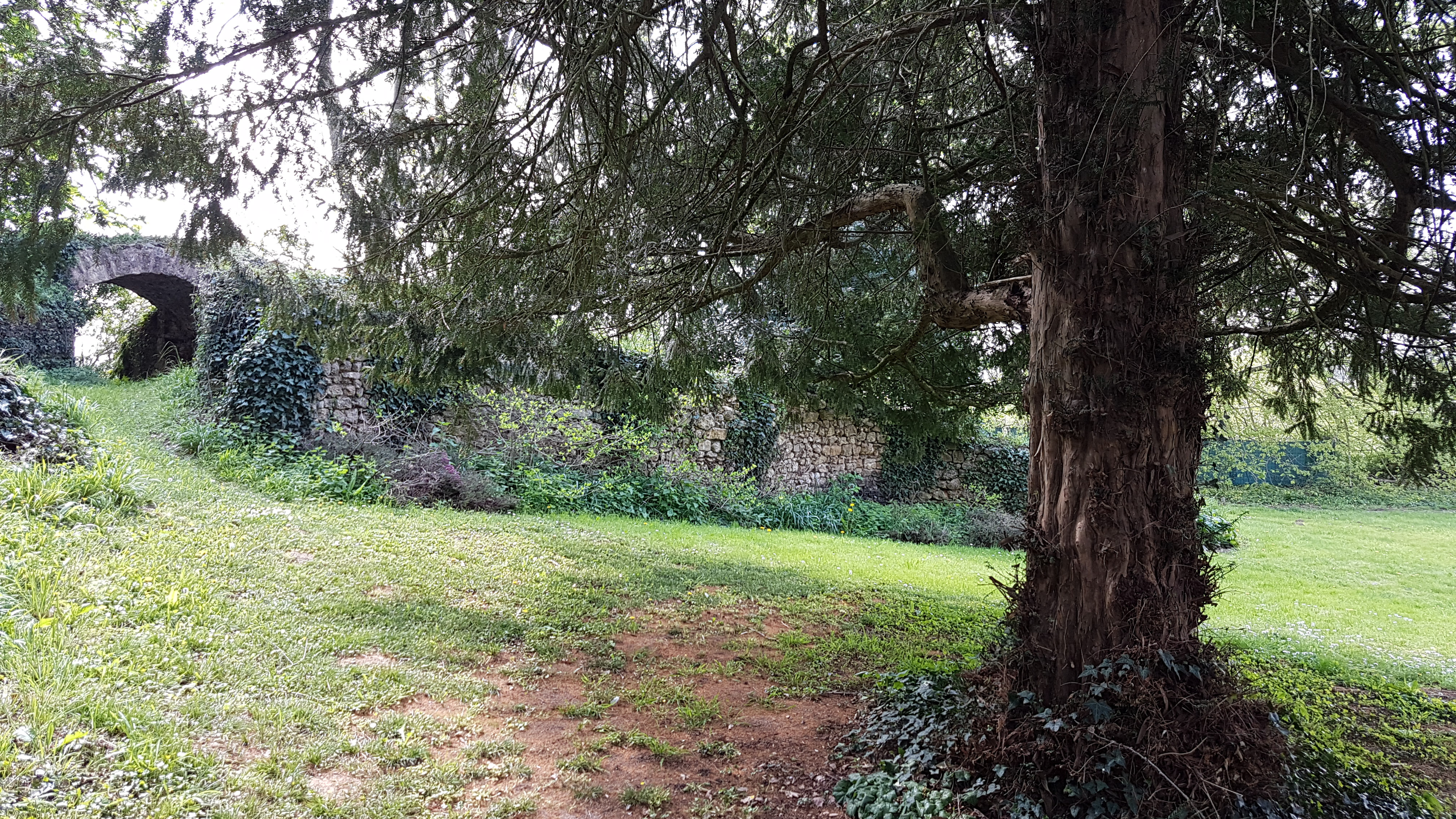

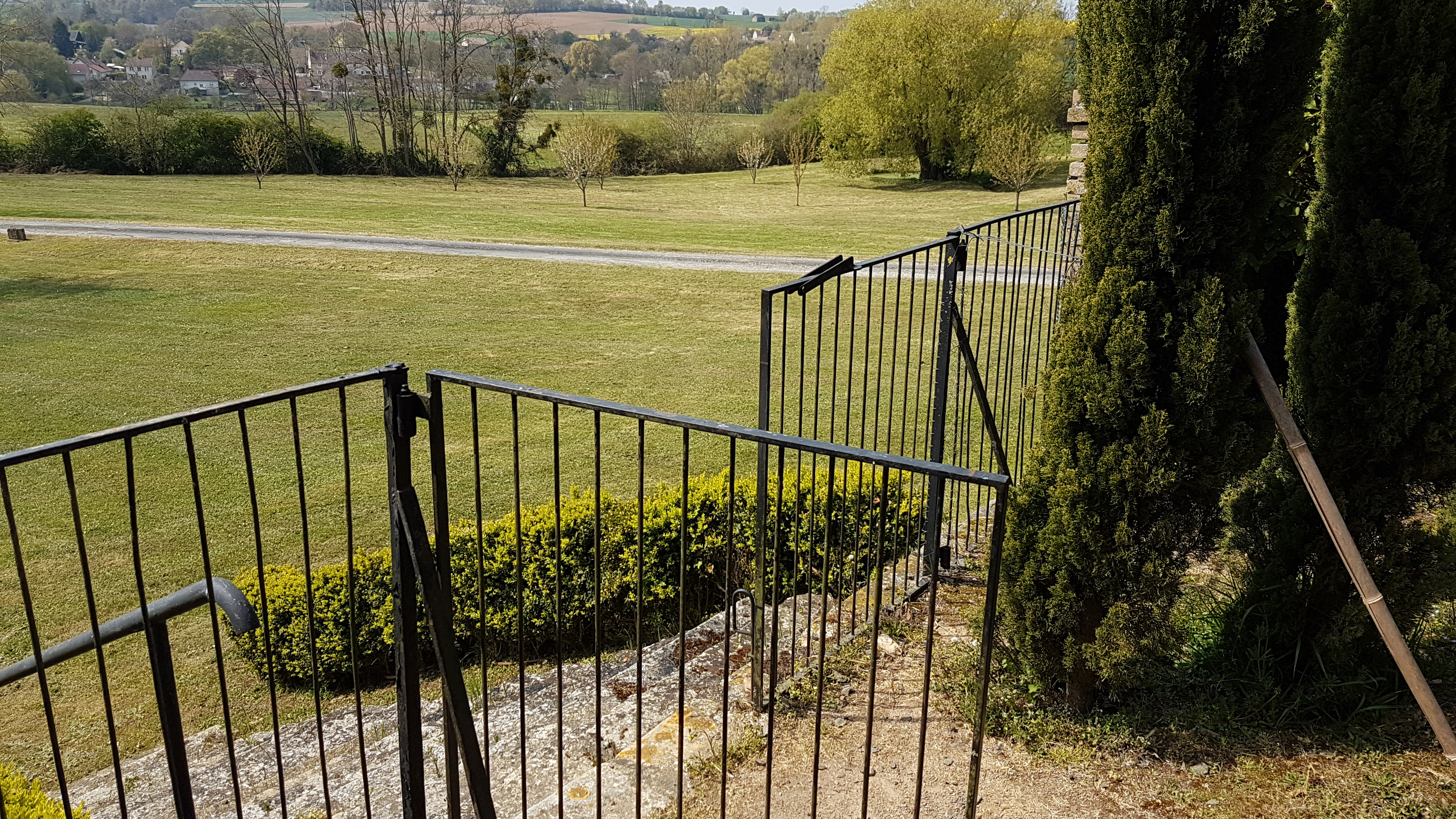

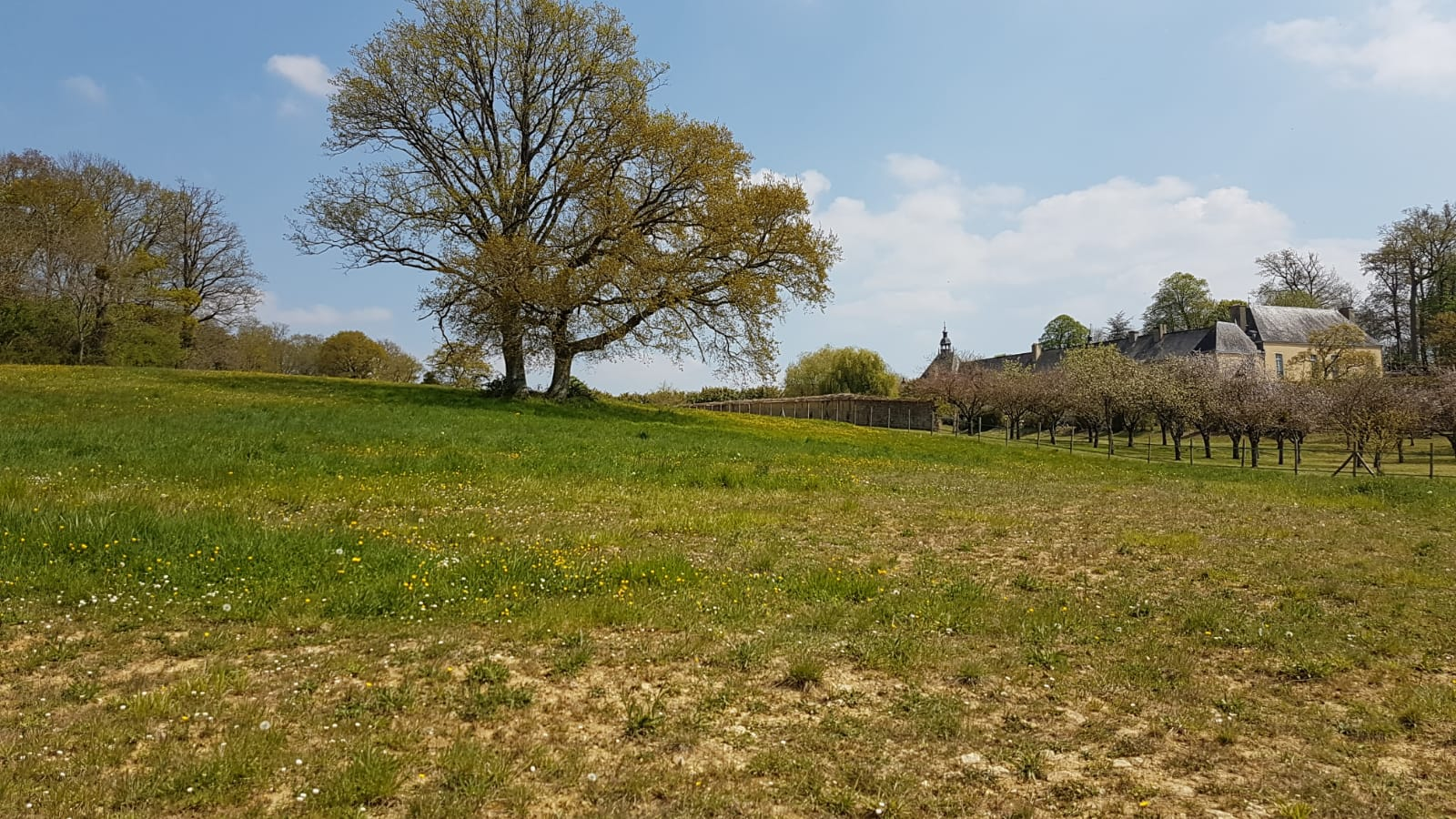

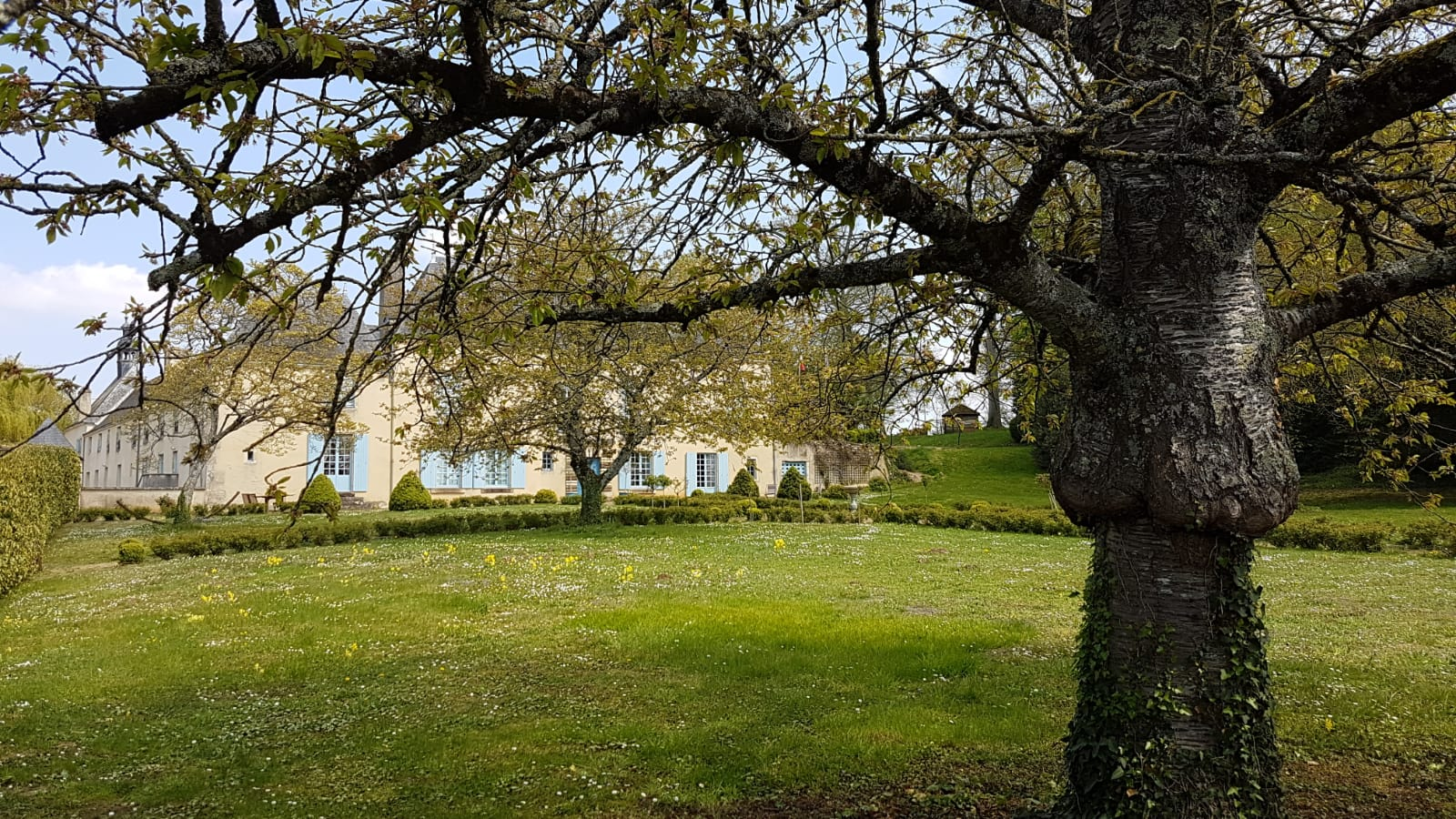

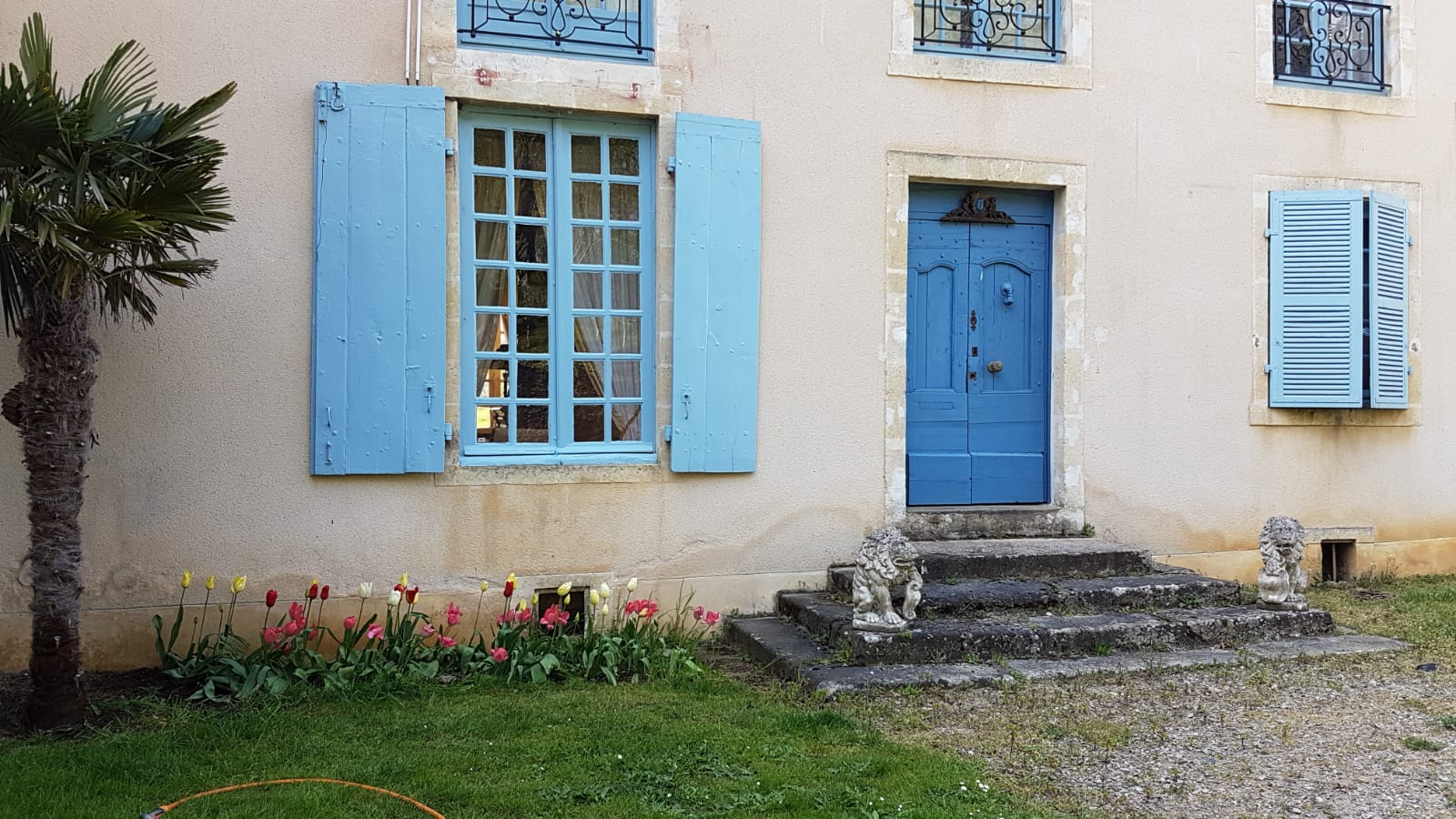

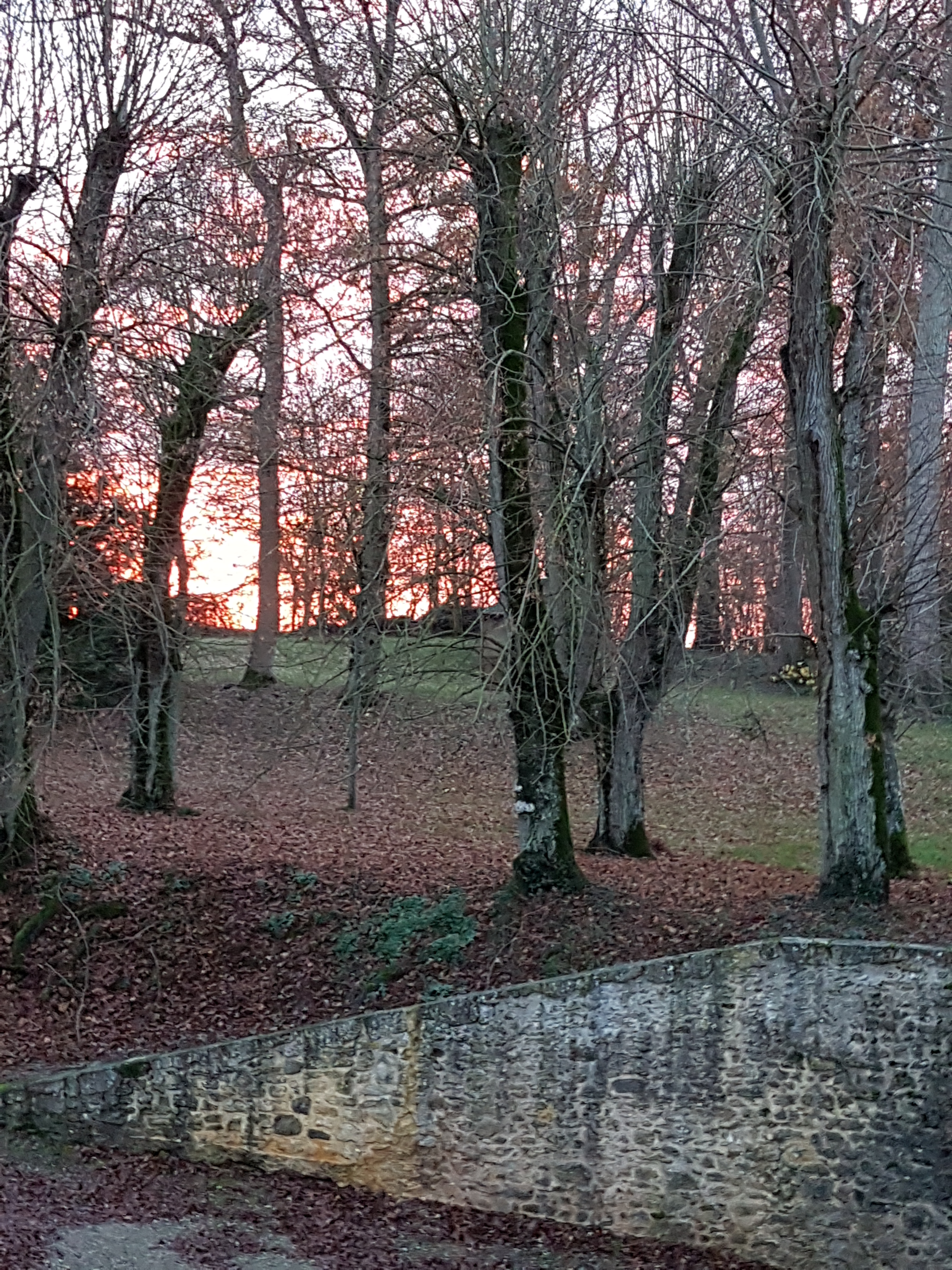

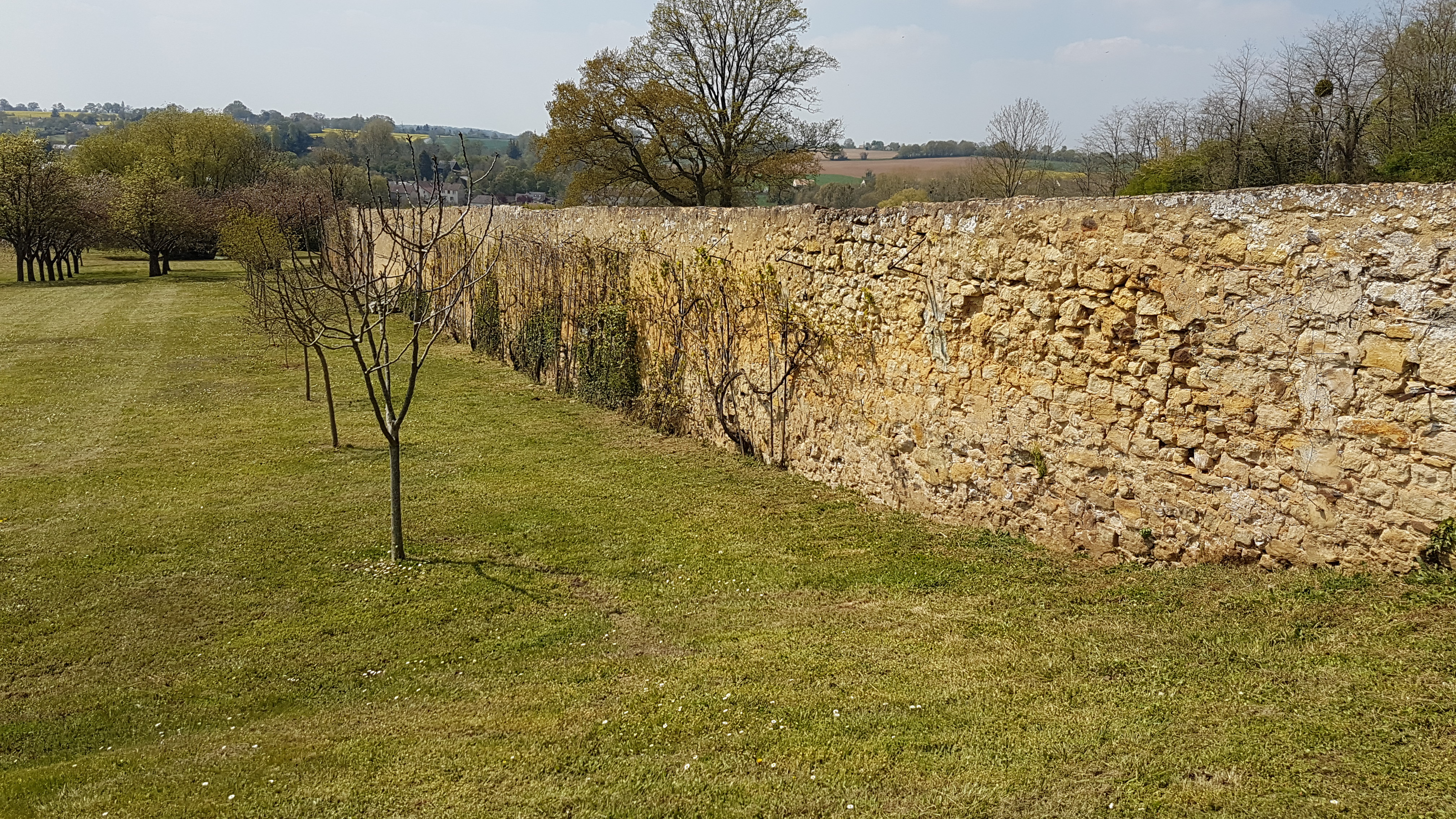

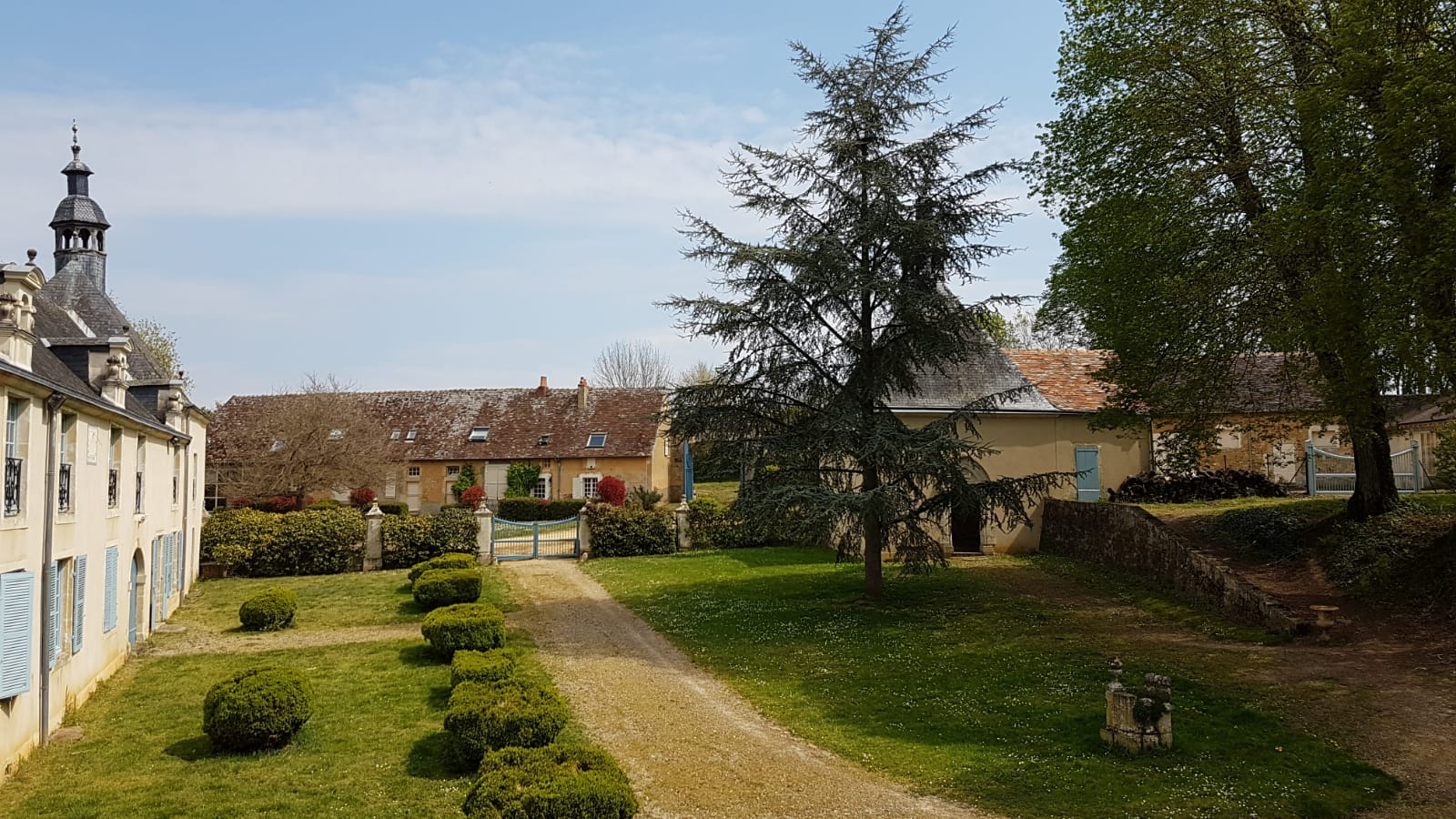
Vue sur la cour d'honneur et sur l'avant cour ainsi que sur l'arrivée par l'entrée principale.

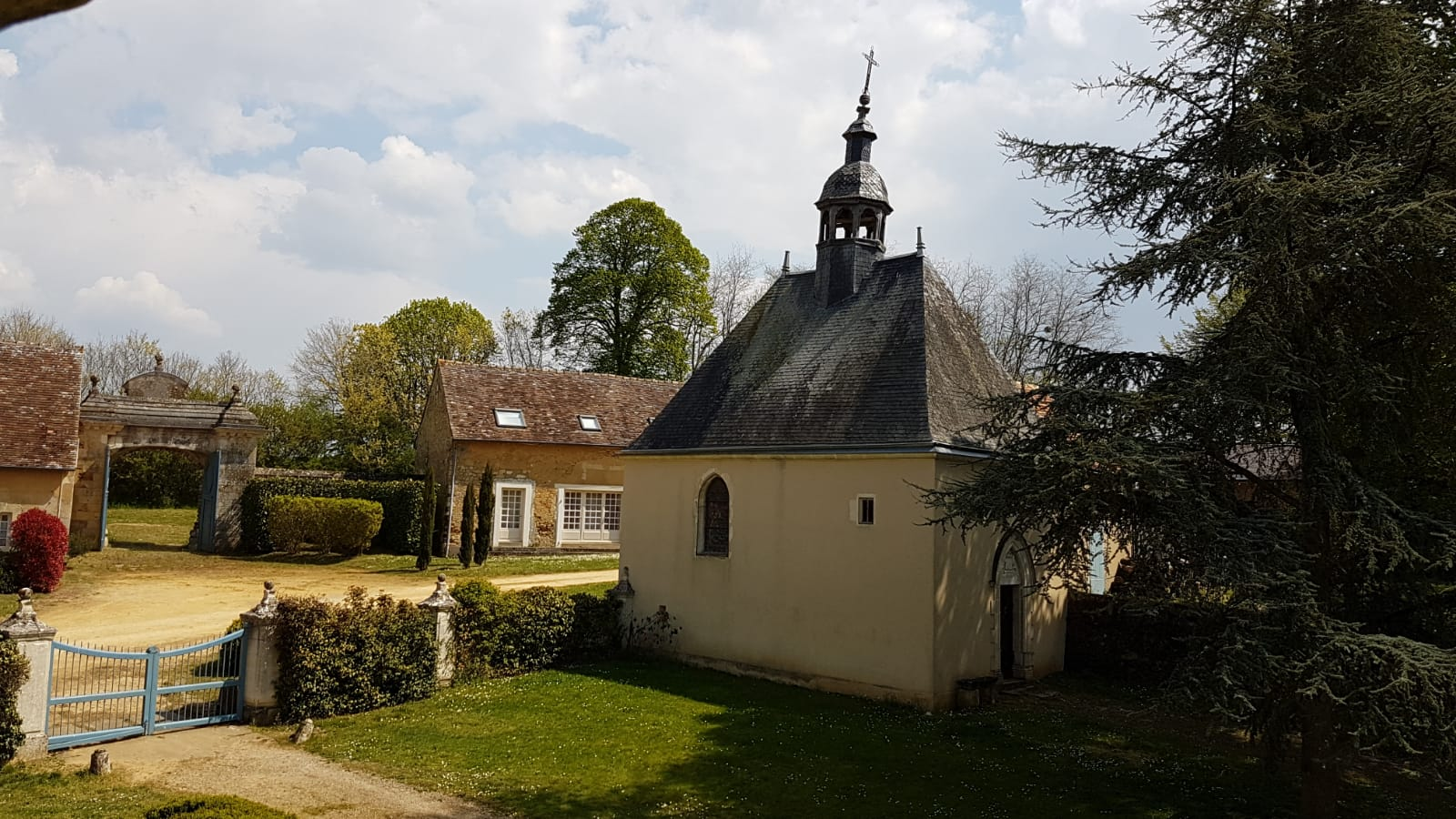

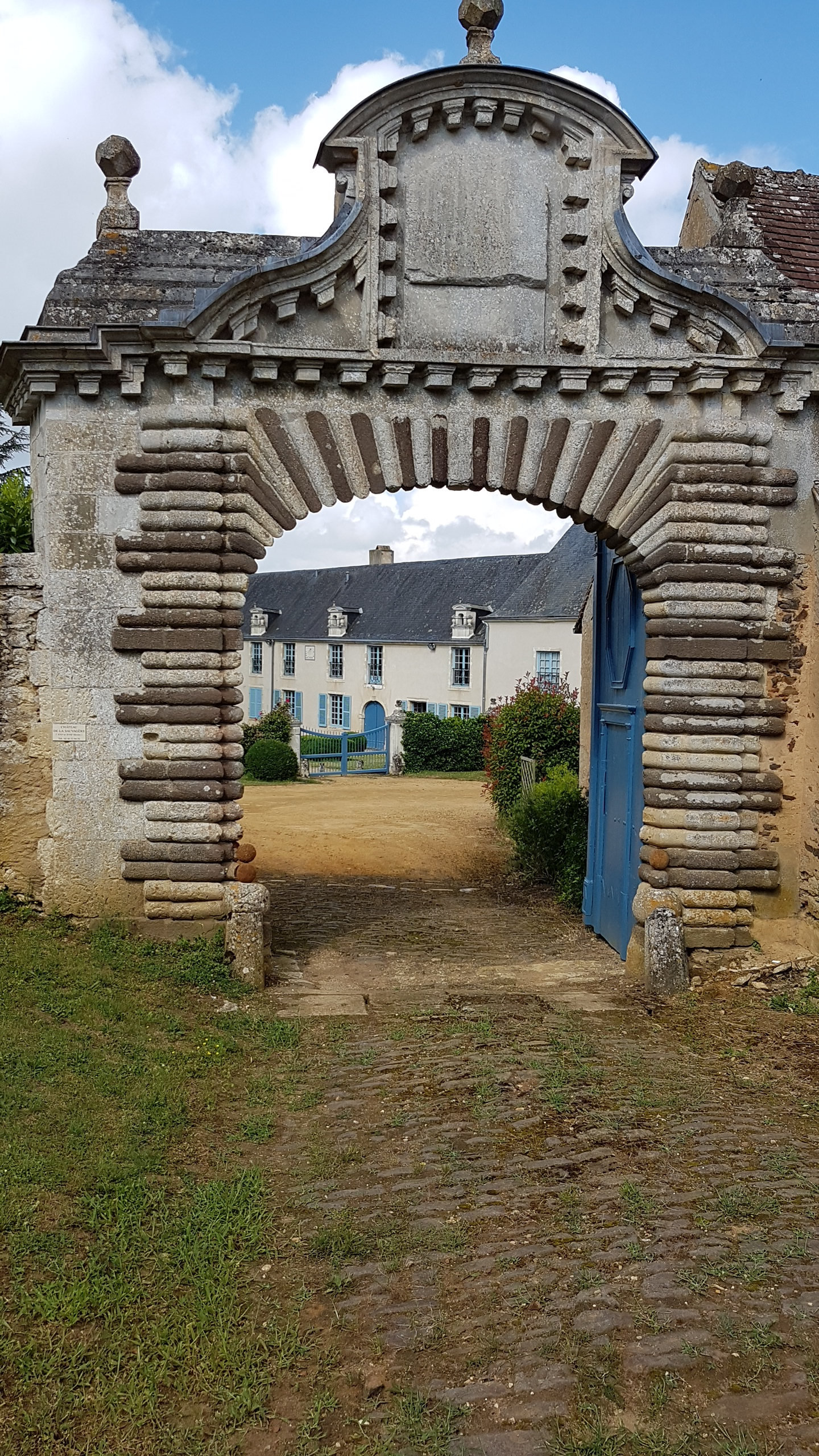

Le château de la Sauvagère est un château situé à Chemiré-le-Gaudin, dans le département français de la Sarthe. Il est partiellement inscrit au titre des monuments historiques.

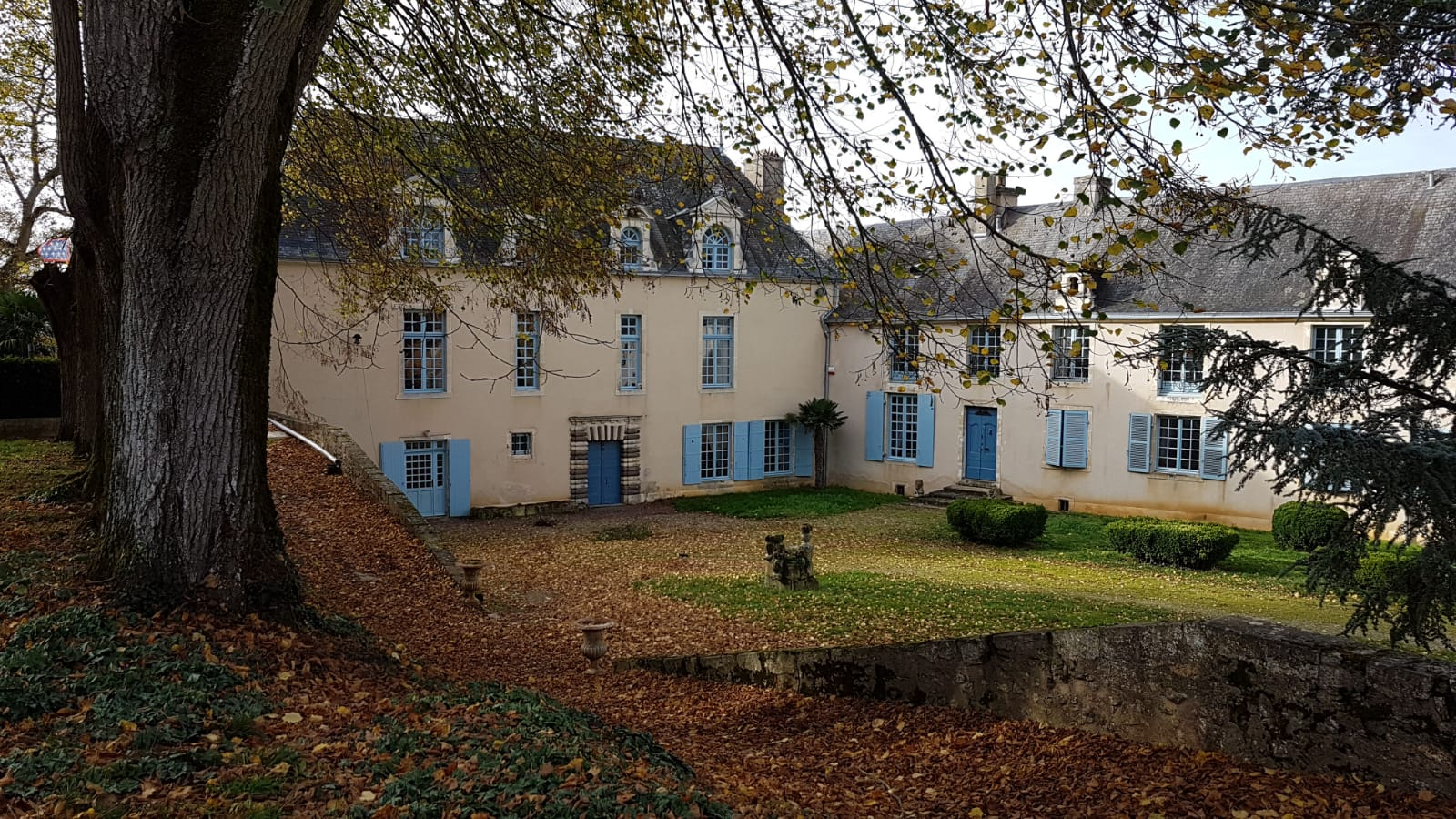

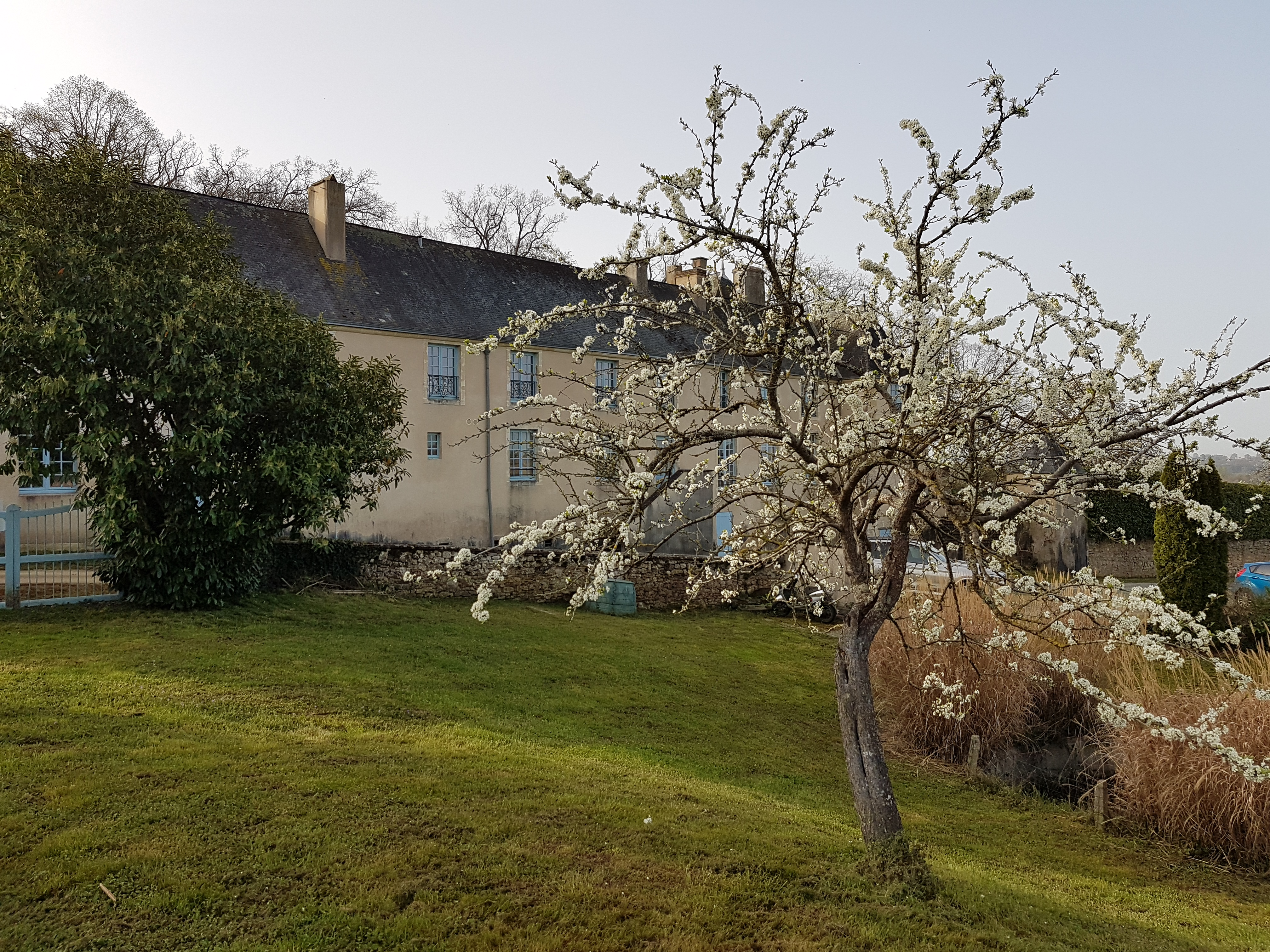

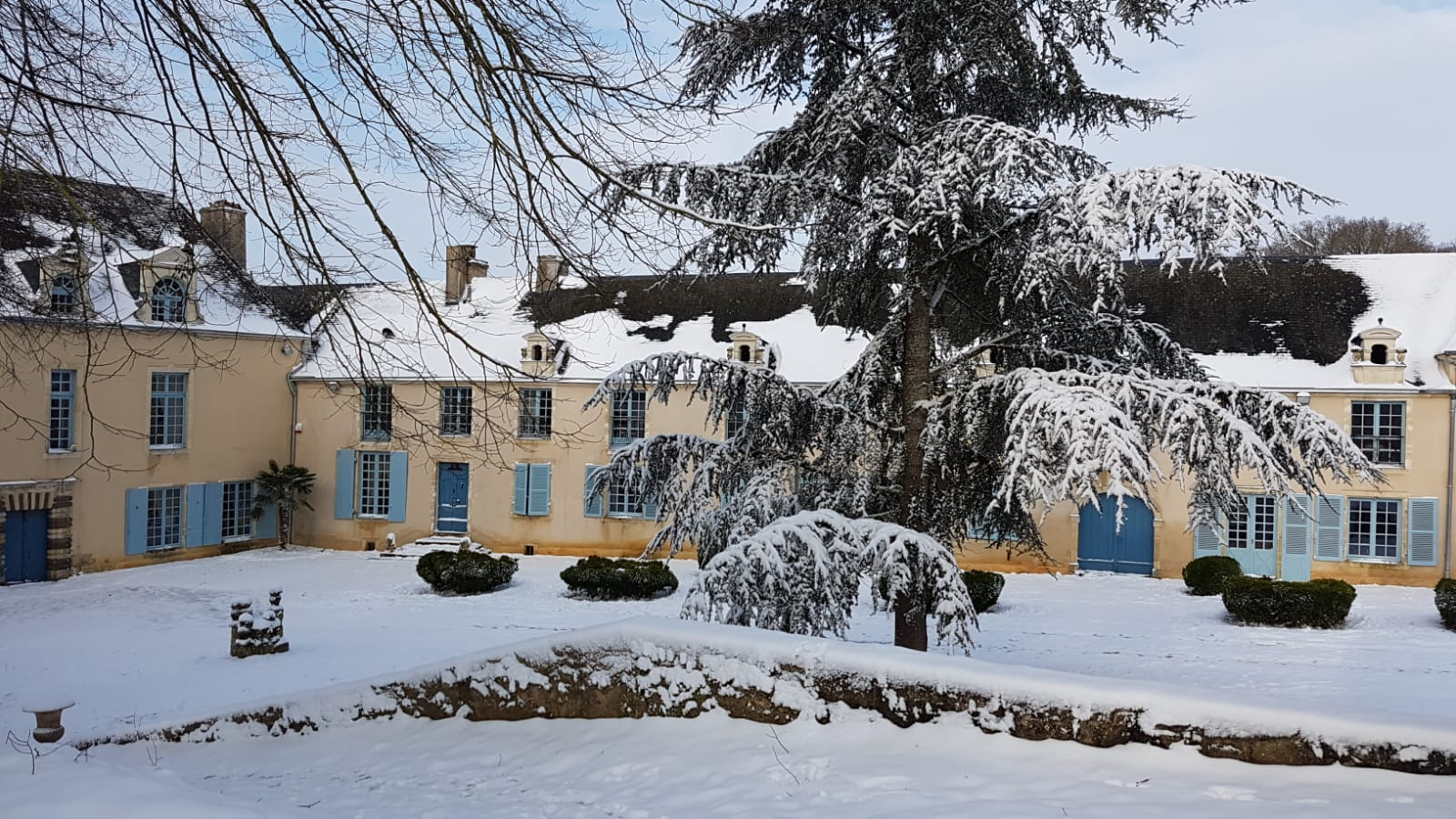

## Description

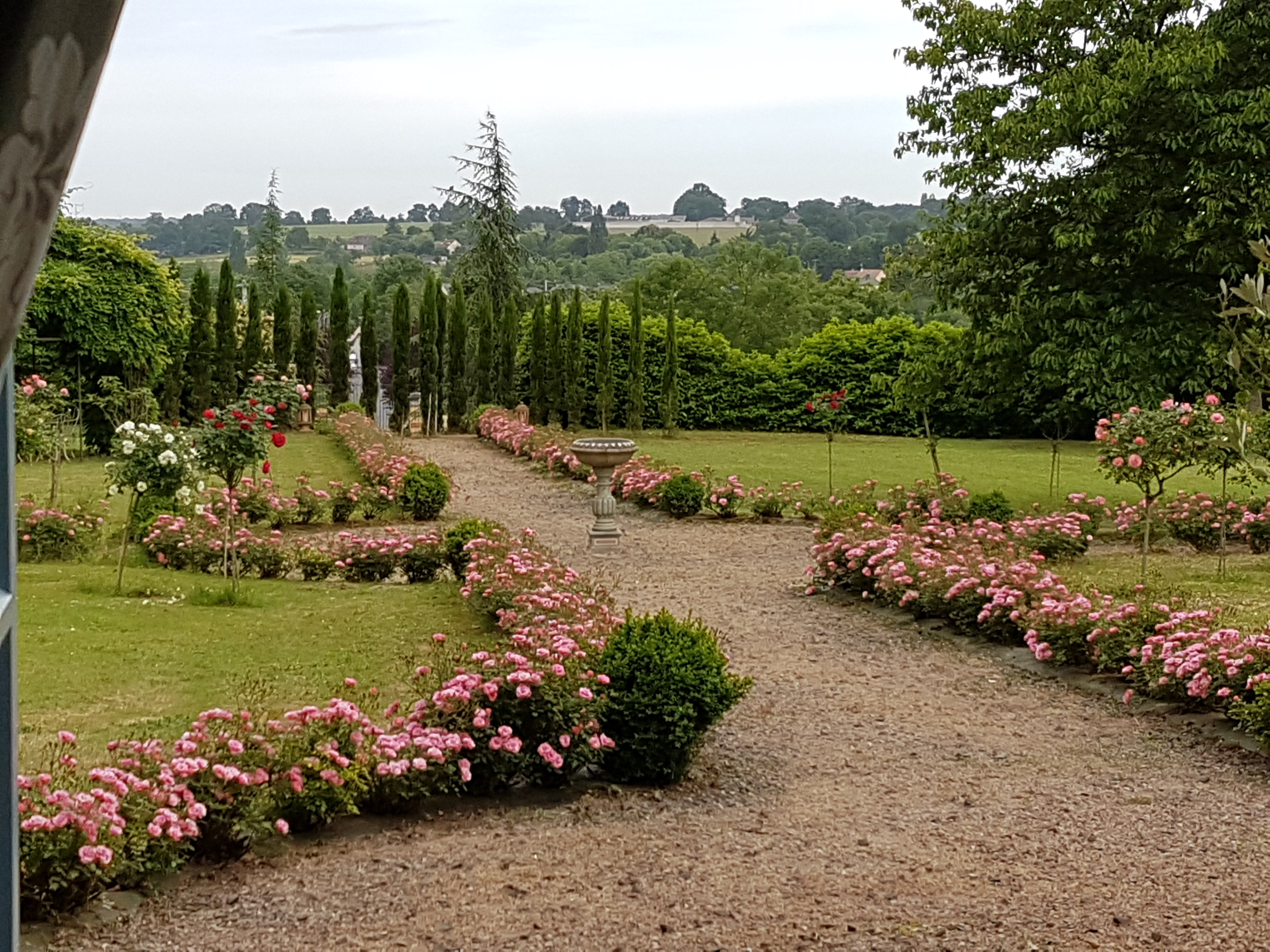

## Historique
Le château de la Sauvagère trouve ses origines au XIIIe siècle lorsque Nicolas du Désert s'installe, avec l'accord de Johan de Bellefille, sur le coteau de la rive gauche du Renom. Il s'agit d'une modeste « maison de campagne » sur terre battue à un étage. Ses descendants dont Guillaume du Désert ajoutent une pièce ainsi qu'une tour de garde. Au XVe siècle, la maison devient un véritable logis seigneurial avec un vaste grenier au 2e étage, une cave voutée, un souterrain et une chapelle oratoire communiquant avec la chambre et sans doute une aile au sud est sur un niveau ouvert. Au XVIe siècle, Charles Le Vayer, avocat au Présidial du Mans, rachète le logis et entreprend avec ses deux fils François (lieutenant général du Maine) et Pierre (membre du Parlement) de gros travaux d'extension. Le logis est doublé pour rejoindre la tour de garde avec en son centre la création d'un escalier droit à l'italienne en bois pour desservir les deux étages dont le grenier qui est transformé en logements pour ses deux fils avec cheminée. Le couloir traversant du rez de chaussée est doté de deux portes cloutées d'entrée et décorés à double battants. La chapelle est déplacée pour former une tour d'entrée avec défenses. Des communs sont construits dans l'avant cour ainsi qu'un imposant portail décoré à l'identique des portes d'entrée du logis aujourd'hui inscrit au titre des monuments historiques. La culture du vin se développe sur les coteaux environnants. Son petit-fils, Denis Le Vayer (membre du Parlement de Paris), épouse en 1642 Élisabeth de La Rivière (fille d'un riche collecteur d'impôts). Après la période trouble de la fronde durant laquelle ils s'étaient installés dans leur hôtel particulier à Paris et vidé le château de ses meubles, ils entreprennent de nouveaux travaux à la Sauvagère en développant l'aile nord-ouest pour y loger du personnel pour l'exploitation vinicole. Ils modifient également les lucarnes du logis ainsi que les cheminées pour les mettre au goût du jour (style baroque).
Les bâtiments actuels n'ont pas beaucoup évolués depuis cette époque du XVIIe siècle. Les ruines du « vieux château » au sud-est de la cour d'honneur et datant du XVe siècle sont définitivement supprimées au XIXe siècle tandis qu'était créée au nord-est une vaste « allée du Mans » (20 mètres de large et environ 300 mètres de longueur) bordée d'arbres de haute tige pour relier le portail d'entrée à la route du Mans. Cette allée a été détruite au milieu du XXe siècle.
Le portail d'entrée au nord-est du château est inscrit au titre des monuments historiques depuis le 17 février 1928. 
Le jugement du 24 mars 2021 de la Première Chambre du Tribunal Judiciaire du Mans reconnait l'existence d'une servitude de passage sur un chemin carrossable permettant au château de retrouver un accès par son entrée principale ; le portail classé des XVIe et XVIIe siècles.

## Le château dans la littérature
Le roman "Trois générations autour d'un château" de Jean-François Coué, édité sur BoD est disponible à partir d'avril 2025.

## Sources
(avril 2021).
Archives personnelles des propriétaires successifs aux archives départementales (Série E article 787 pièce 1 du 28 avril 1396, pièce 2 31 juillet 1458, pièce 3 1 avril 1478, pièce 4 du 16 février 1512, pièce 5 de 1557, pièce 6 du 4 juin 1561, pièce 7 31 janvier 1563, pièce 8 du 9 mars 1563, pièce 9 du 16 juin 1573, pièce10 de 1577, pièce 11 de 1580, pièce 12 du 29 juin 1588). Esnault et Chambois Inventaire des minutes anciennes des notaires, Legeay Recherche historique sur Chemiré-le-Gaudin, De Linière Armorial en Sarthe et L 8° 11.123 de Le Paige, Bibliothèque Nationale ainsi qu'un résumé historique publié, avec quelques photos d'intérieurs, par Philippe Gondard sur le net le 26 juin 2008 dans le cadre de ses travaux sur l'Histoire du canton de La Suze-sur-Sarthe (article 20774028).

## Bibliographie

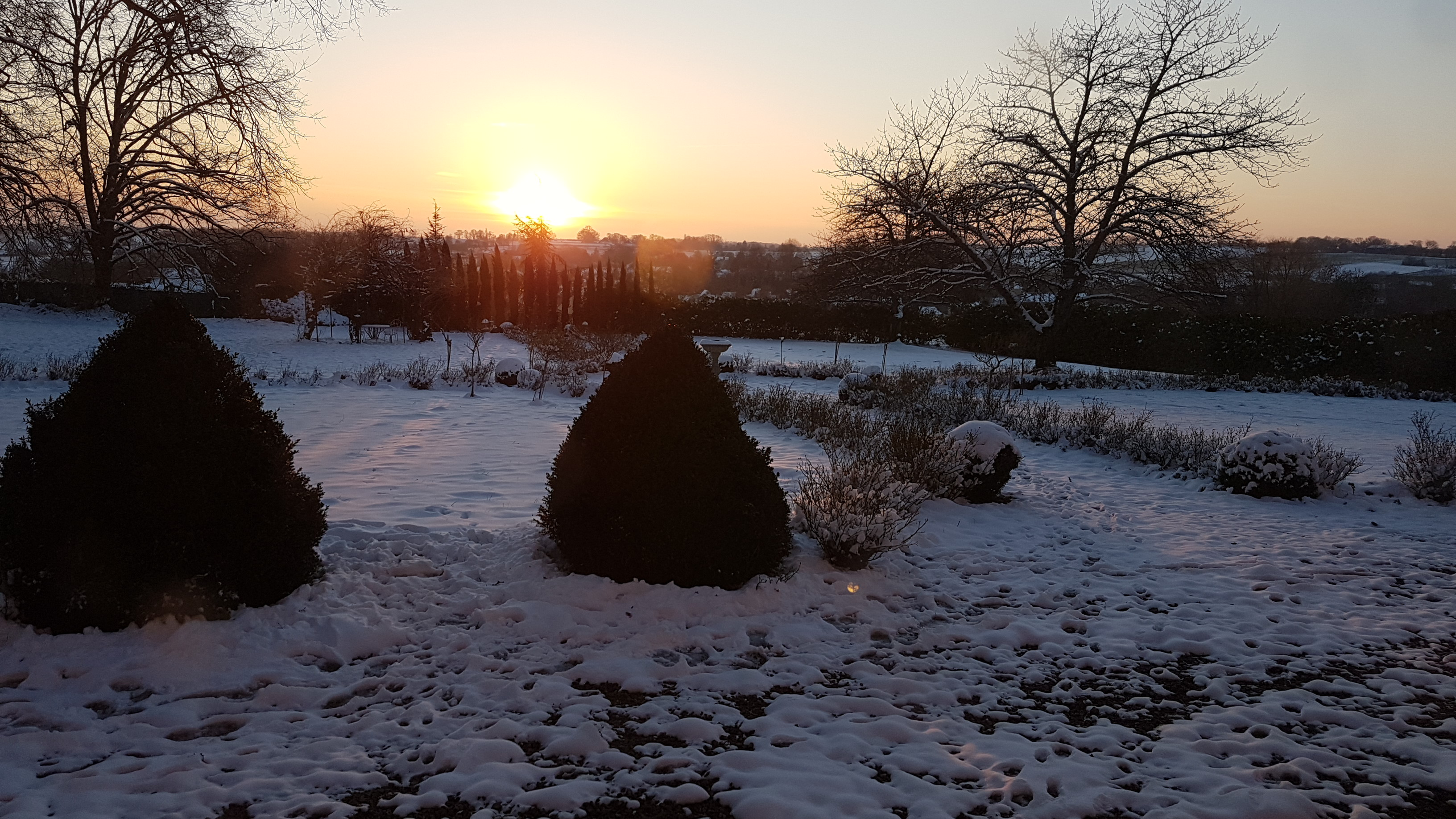

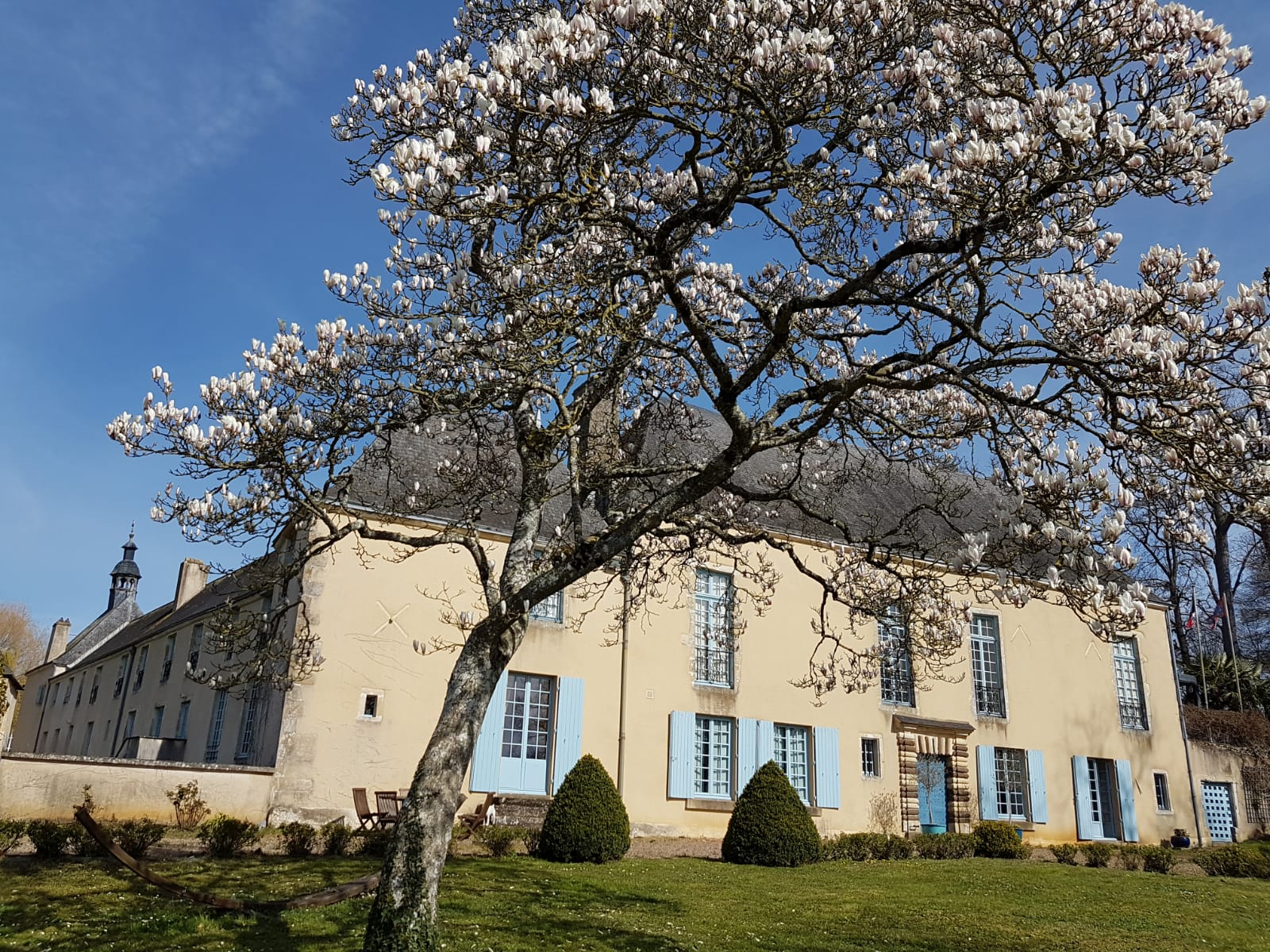

## Notes et références

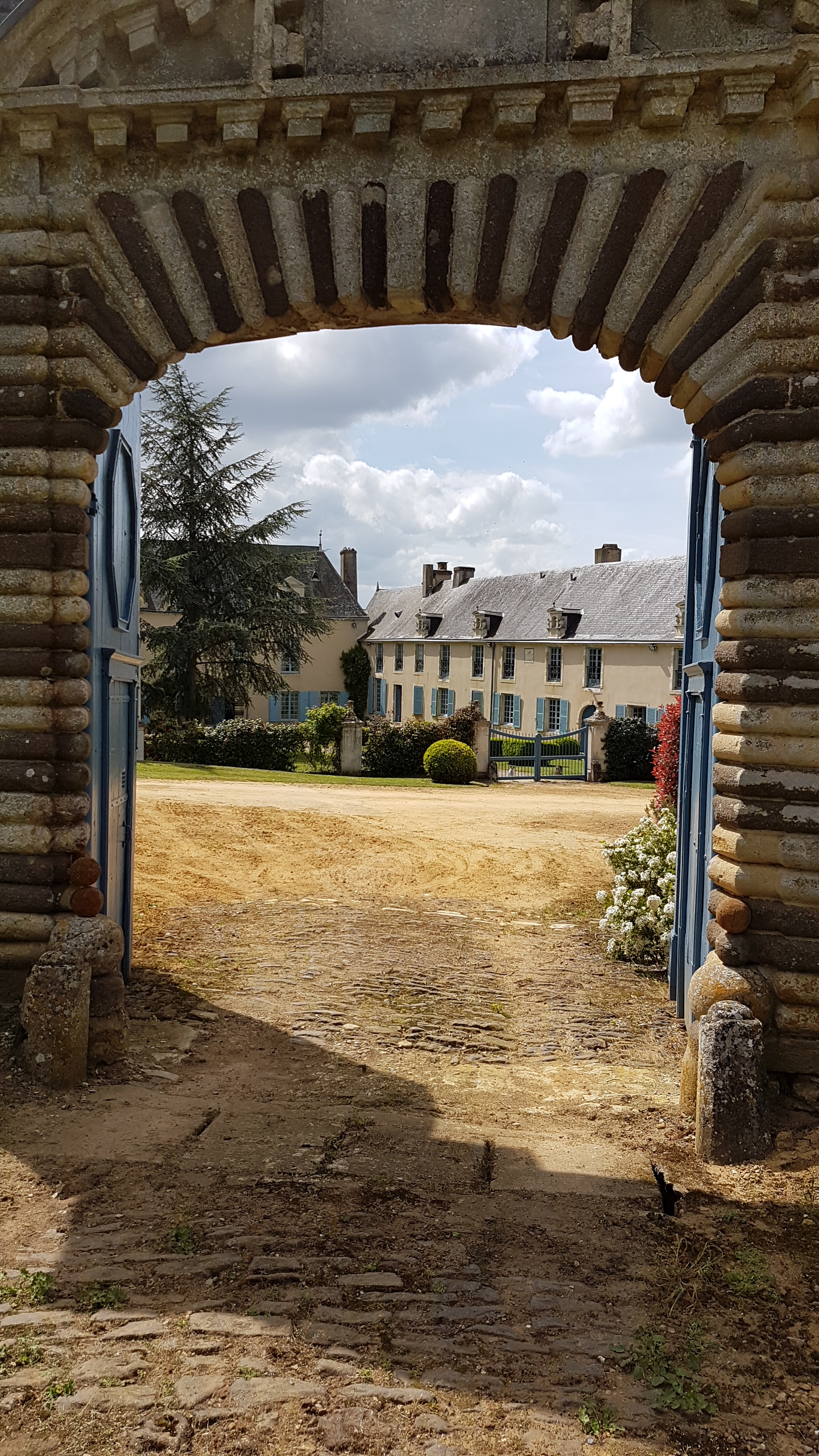